# Asperula capitata
Asperula capitata là một loài thực vật có hoa trong họ Thiến thảo. Loài này được Kit. ex Schult. mô tả khoa học đầu tiên năm 1814.